# 眼斑脂頰電鰻
眼斑脂頰電鰻，為輻鰭魚綱電鰻目短吻電鰻科的其中一種，為熱帶淡水魚，分布於南美洲亞馬遜河上游流域，體長可達40.5公分，棲息在底中層水域，生活習性不明。